# 无军籍学员
无军籍学员是中国人民解放军总后勤部为实现部队人才培养方式转变而实施的一项改革实验，即应届高中毕业生在考入试点军校后并不加入军籍，户口仍在原籍所在地，按照生长干部学员的方式进行培养，在毕业后进行双向选择决定是否参军。如愿意参军，经学校考核合格后，加入现役，待遇同普通军校生长干部学员。

## 待遇
无军籍学员目前的待遇免收学费及一切杂费，每月在饭卡上有500元伙食补助，无津贴。军龄从毕业后算起。